# Храм Рождества Христова (Солдатское)
Храм Рождества Христова — православный храм в селе Солдатском Старооскольского района Белгородской области. Относится к Белгородской епархии Русской православной церкви.
Храм каменный с колокольней и с приделами: на правой стороне в честь Покрова Божией Матери, на левой — во имя Святителя Николая Чудотворца.

## История

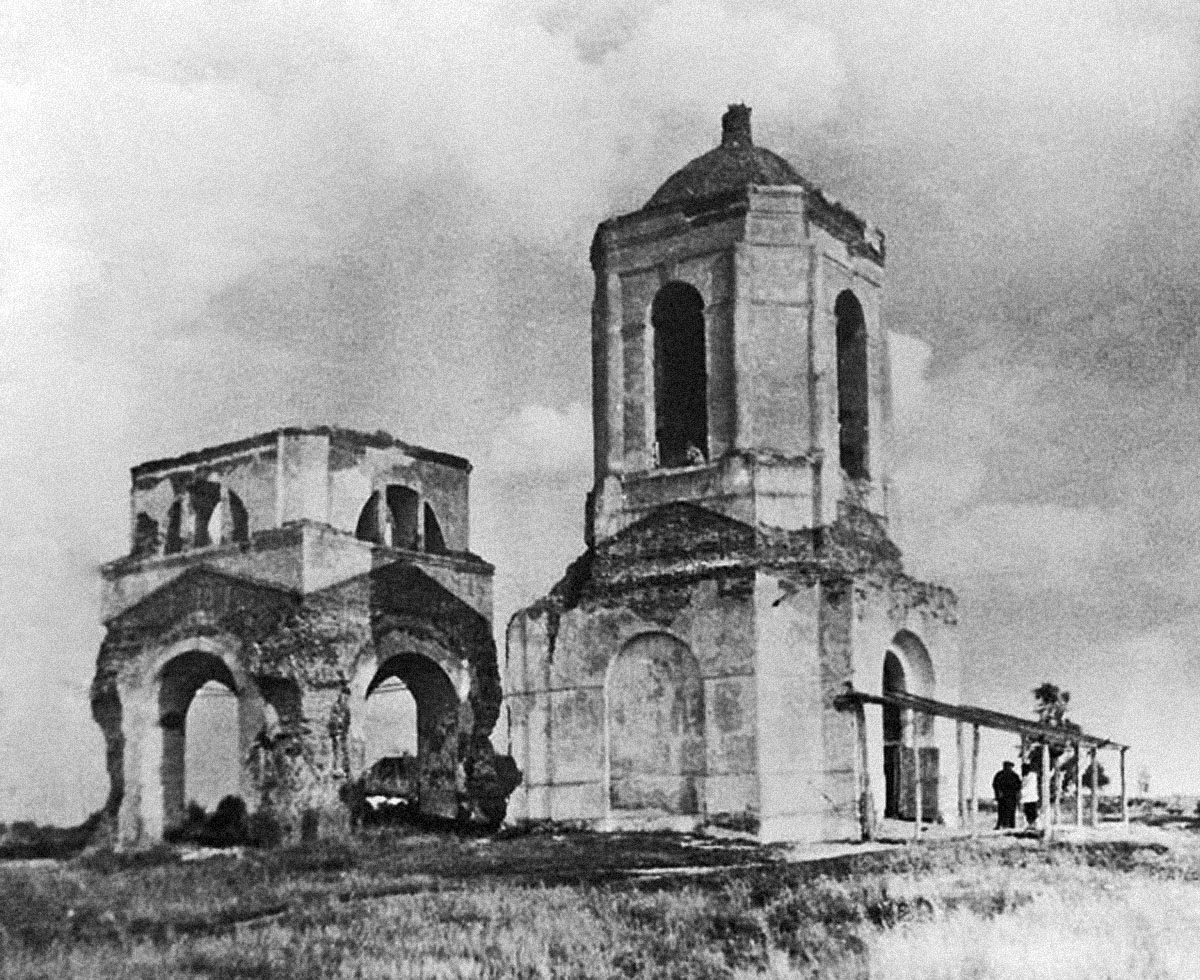
Храм, разрушенный коммунистами в 1930-х годах. Послевоенная фотография.

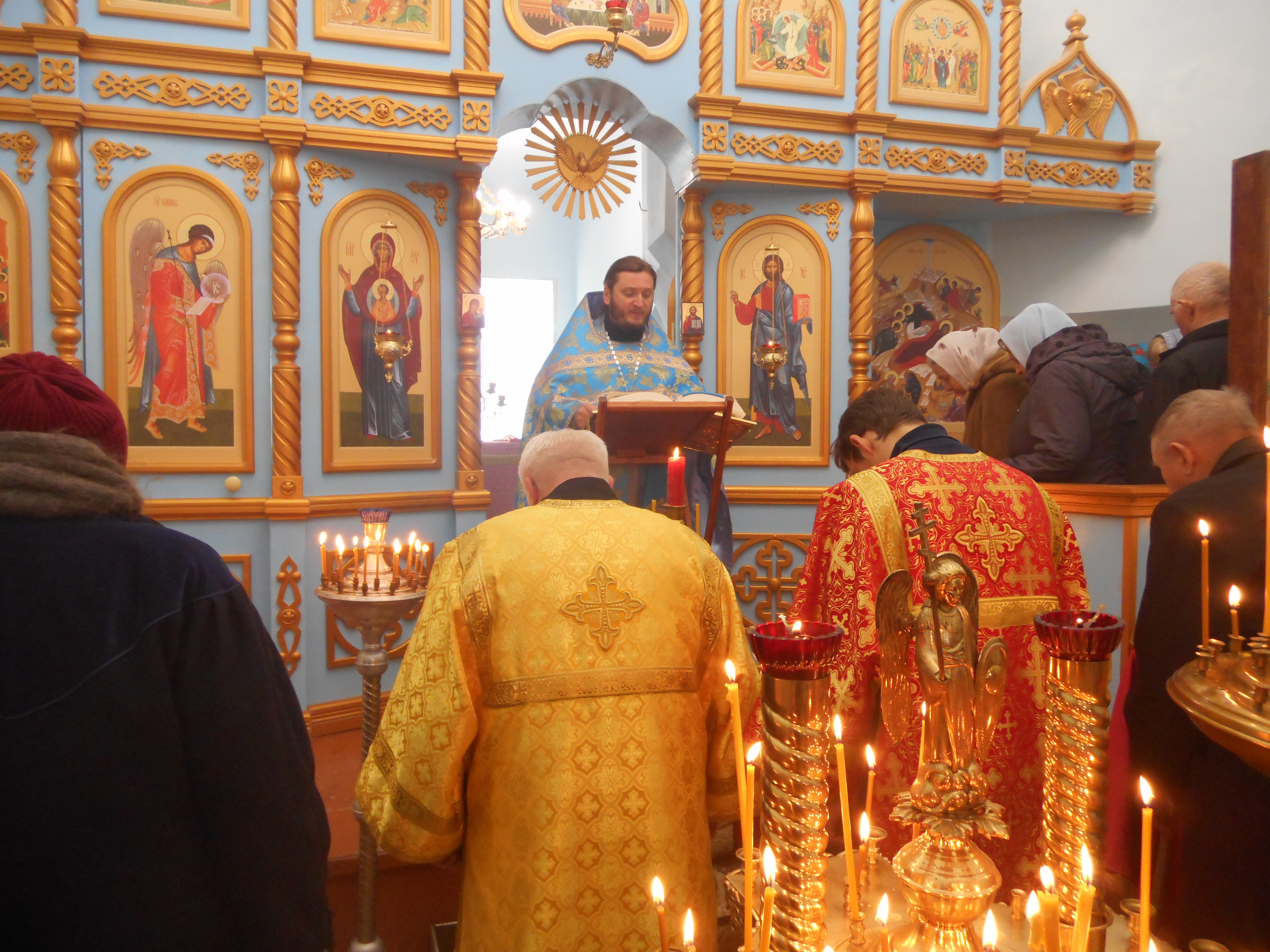
Служба. 2014

Первая церковь в селе была построена из липового дерева не позже 1660 года в честь Рождества Христова. Второй раз церковь была отстроена 1760 году, также из липы. В 1803 году началось строительство каменной церкви. За ветхостью предельного храма в честь Покрова его было дозволено употребить на иконостас. Новый Покровский предел был освящён в 1819 году. В 1833 году были построены и освящены ещё один предел слева во имя святого Николая Чудотворца и основной — в честь Рождества Христова. Храм построен в виде корабля. В приход церкви села Солдатское также входило три деревни — Терновое, Присынок и Змеёвка.
Со второй половины XVIII века по 1905 год в Христорождественском храме настоятельствовали 16 священнослужителей. В конце XVIII века приход насчитывал более 5 тысяч человек (644 двора). В начале XX века при церкви состояло два священника: отец Михаил Карпович Чуев (с 1886 г.) и отец Митрофан Мешковский (с 1 сентября 1905 г.). В начале XX века при церкви открыта церковно-приходская школа.
Церковь была закрыта советскими властями в конце 1930-х годов. Духовенство подверглось репрессиям. Документы, которые хранятся в УФСБ по Белгородской области, сообщают, что в это время в храме Рождества Христова села Солдатское (тогда Шаталовского района Воронежской области) служил священник Василий Агарков. «Доброжелатели» в лице агентов НКВД сообщали в своих донесениях, что священник «среди населения проводит контрреволюционную деятельность против проводимых советской властью мероприятий…». Его арестовали 29 июля 1937 года, предъявив обвинение в пропаганде, которая содержала призыв к подрыву и свержению Советской власти с использованием религиозных предрассудков масс. 17 сентября 1937 года члены Тройки УНКВД по Воронежской области постановили: «Агаркова Василия Григорьевича заключить в исправтрудлагерь сроком на десять лет». Отец Василий был определён в лагерь в Томской области. Священник умер весной 1938 года. 27 апреля 1989 года иерей Василий Агарков был полностью реабилитирован прокуратурой Белгородской области.
Церковь стали разваливать в 1939 году, предварительно сняв кресты и колокола. Ещё в предвоенное время, вследствие глубоких трещин в здании храма, богослужения в церкви были приостановлены. Некоторые селяне стали разбивать стены церкви и увозить кирпичи для хозяйственных построек. Иконы верующие перенесли в здание начальной школы (бывшей церковно-приходской), стоявшей напротив церкви.
Во время оккупации богослужения возобновились в одной из классных комнат школы. Службу с августа 1942 по август 1943 года правил священник Митрофан (его имя сохранилось в документах в Государственном архиве г. Воронежа). С сентября 1943 года настоятелем служил Василий Панченко.
в 1944 году к храму-колокольне сделали маленькую пристройку при входе «ввиду крайней нужды». В 1944 году была официально зарегистрирована религиозная община и здание церкви передано в пользование верующим.
После войны (в 1947 году) храм приходит в упадок: от бывшего храма остались развалины, сохранилась лишь его средняя часть и колокольня, прежде соединённые между собой. Без креста и крыши от колокольни остался остов. Лишь в 1960 году храм был отремонтирован: укреплены несущие конструкции стен и фундамента, сооружена кровля. На следующий год в адрес Уполномоченного по делам религии по Белгородской области был направлен документ, в котором исполком районного Совета депутатов трудящихся просил ускорить рассмотрение вопроса о закрытии означенной выше церкви.
Храм действующий до настоящего времени. Центральный предел восстановлен в 1980-е годы. Позднее рядом построена колокольня.
С 2011 года настоятелем храма Рождества Христова является протоиерей Алексий Михелев. По словам настоятеля, 19 лет здесь не проводились капитальные ремонтные работы, поэтому сейчас прилагаются большие усилия по восстановлению Христорождественского храма.
В Солдатском престольный праздник — Покров.